# Uporni (Krasnodar)
Uporni (del ruso: Упорный) es un jútor del raión de Pávlovskaya del krai de Krasnodar, en Rusia. Está situado a orillas de un pequeño afluente por la derecha del río Sosyka, afluente del Yeya, 15 km al este de Pávlovskaya y 144 km al nordeste de Krasnodar, la capital del krai. Tenía 1046 habitantes en 2010.
Es cabeza del municipio Upornenskoye, al que también pertenece Západni.

## Cultura y lugares de interés
La localidad cuenta con una escuela. Cabe destacar la Casa del Pueblo.

## Economía
Los principales sectores de la economía del jútor son la agricultura y la ganadería. Las mayores empresas son ZAO Yubileinoye y la cooperativa Uporni.